# Gottfried Haberler
Gottfried Haberler (né le 20 juillet 1900 à Purkersdorf, en Autriche, mort le 6 mai 1995 à Washington, aux États-Unis) est un économiste proche de l'école autrichienne d'économie.
Il enseigne d'abord à l'université de Vienne (1928-1936), puis à Harvard jusqu'en 1971. C'est un spécialiste de l'économie internationale, qui fut chargé par la SDN d'étudier le caractère cyclique des dépressions économiques et qui développa avec Arthur Spiethoff le modèle des phases conjoncturelles.